# Алехандро Даміан Домінгес
Алехандро Даміан Домінгес (ісп. Alejandro Damián Domínguez, нар. 10 червня 1981, Ланус) — аргентинський футболіст, атакувальний півзахисник клубу «Райо Вальєкано».
Виступав, зокрема, за клуби «Рівер Плейт», «Рубін» та «Зеніт», а також молодіжну збірну Аргентини.
Дворазовий чемпіон Росії та Аргентини, чемпіон Греції, володар Суперкубка Росії, Володар Кубка УЄФА та Суперкубка УЄФА.

## Клубна кар'єра
Алехандро Домінгес почав займатися футболом з 7-ми років. Пройшов академії клубів «Ланус» та «Кільмес». З 2000 року почав виступати за основну команду «Кільмеса», за яку провів 25 матчів та забив 6 голів.
Влітку 2001 перейшов в «Рівер Плейт», за який грав 3 роки і виграв два чемпіонати Аргентини, проте основним гравцем стати так і не зумів, провівши за цей час лише 29 матчів та забивши 9 голів. В останньому сезоні в «Рівері» Домінгес провів 11 матчів та забив 2 голи.

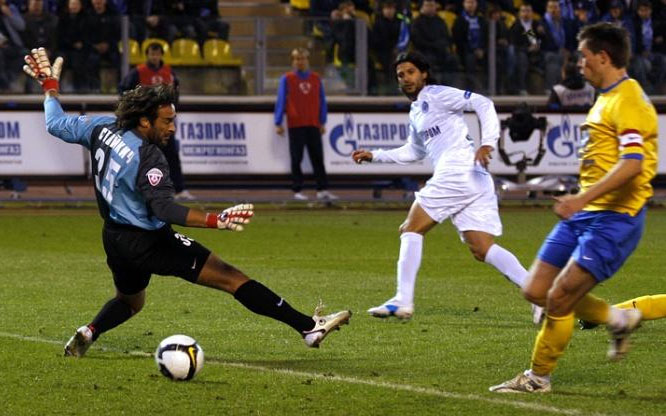
Домінгес (в центрі) у складі «Зеніту» забиває гол

1 лютого 2004 року Домінгес був куплений російським клубом «Рубін», який заплатив за форварда 1,5 млн євро, незважаючи на те, що ним цікавився інший російський клуб «Торпедо-Металург», у якого Домінгес був на перегляді. Переговори щодо переходу йшли дуже важко, трансферний договір переписували кілька разів.
18 лютого Домінгес дебютував в «Рубіні» в товариській грі з голландським клубом «АДО Ден Гаг», що завершилася внічию 1:1. 5 березня зіграв у першому офіційному матчі за «Рубін», у грі 1/8 Кубка Росії з московським «Локомотивом» (1:1), де Домінгес був одним з найкращих на полі. 13 березня зіграв першу гру в чемпіонаті Росії, в якій «Рубін» зустрічався з «Аланією» і яка завершилася нульовою нічиєю. У першому сезоні в Росії Домінгес зіграв 22 матчі та забив 2 голи (обидва з пенальті); два місяці Домінгес пропустив через розрив м'яза стегна.
У другому своєму сезоні в «Рубіні» Домінгес забив 6 голів, включаючи гол зі штрафного у ворота «Локомотива» ударом з 17-ти метрів; подібні голи Домінгес часто забивав за часів гри в Аргентині. Взимку 2006 року керівництво «Рубіна» планувало продати аргентинця, однак, не отримавши вигідних пропозицій, залишило гравця в своєму клубі.
На початку 2007 року перейшов в «Зеніт» за 7 млн євро. Це стало рекордним переходом всередині російського чемпіонату на той момент. У складі пітерців в першому ж сезоні Домінгес виграв чемпіонат Росії, зігравши у 24 матчах (3 голи). А вже в наступному 2008 році аргентинець допоміг «Зеніту» виграти Кубок УЄФА, Суперкубок УЄФА та Суперкубок Росії.

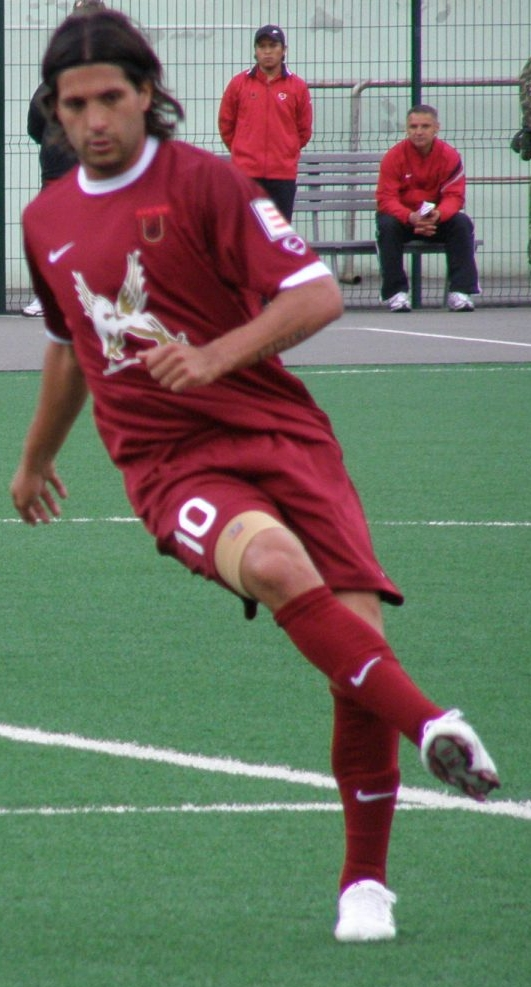
Алехандро Домінгес під час виступів за «Рубін». 16 травня 2009 року

12 березня 2009 року, після двох сезонів у «Зеніті», повернувся в «Рубін» за 4 млн євро, підписавши однорічний контракт. За підсумками сезону 2009 року Алехандро був визнаний найкращим гравцем чемпіонату Росії за версією РФС та тренерів клубів РФПЛ і допоміг клубу виграти чемпіонат Росії. Після матчу з міланським «Інтером» в Лізі чемпіонів 10 грудня того ж року Домінгес оголосив, що покидає «Рубін» та переходить в «Валенсію».
14 грудня, після медобстеження, угода Домінгеса з «Валенсією» була оформлена і футболіст підписав контракт з «кажанами» на 3,5 роки з щорічною заробітною платою 1,5 млн євро на рік. Домінгес дебютував у складі «Валенсії» 10 січня 2010 року в матчі чемпіонату Іспанії з «Хересом» (3:1), вийшовши на заміну на 75-й хвилині гри. 27 квітня Домінгес був відсторонений на тиждень від тренувань «Валенсії», за те, що відмовився займатися з тренером з фізпідготовки, незадоволений рішенням головного тренера клубу не поставити його на матч з «Депортіво». У той же день Алехандро вибачився за свою поведінку. Всього в першому сезоні Алехандро провів лише 14 матчів (13 в чемпіонаті і один в кубку), в більшості ігор виходячи на заміну замість Давида Вільї або Давида Сільви. При цьому Домінгес з'являвся на невластивій йому позиції центрфорварда
У другому сезоні в складі «кажанів» він і надалі виходив на поле з лави запасних, програвши конкуренцію Роберто Сольдадо та Аріцу Адурісу. А коли аргентинець став набирати форму, забивши свій перший гол за клуб, вразивши ворота «Бурсаспора», то він отримав травму підколінного сухожилля. 
Не маючи достатньої ігрової практики в Іспанії, влітку 2011 року до Домінгеса знову стали придивлятися російські футбольні клуби, проте Алехандро повернувся на батьківщину, перейшовши на правах оренди в «Рівер Плейт», якому допоміг у сезоні 2011/12 виграти другий аргентинський дивізіон і повернутись в Прімеру.
У червні 2012 року покинув «Рівер Плейт» та повернувся до «Валенсії» яка виставила його на трансфер. Влітку казанський «Рубін» зробив пропозицію Домінгесу, той у свою чергу взяв час на роздуми. Проте у серпні 2012 року Домінгес перейшов в інший іспанський клуб «Райо Вальєкано». Сам футболіст розповів, що однією з причин свого переходу саме в цей клуб є схожість форми Райо Вальєкано з комплектом форми «Рівер Плейта». 
2 липня 2013 року став гравцем грецького «Олімпіакоса». 23 жовтня 2013 року забив перший гол за «Олімпіакос» у матчі проти «Бенфіки» в груповому етапі Ліги Чемпіонів . За підсумками сезону 2013/14 виграв з командою чемпіонат Греції. Наразі встиг відіграти за клуб з Пірея 34 матчі в національному чемпіонаті.

## Виступи за збірну
2001 року залучався до складу молодіжної збірної Аргентини. Того року у її складі брав участь у домашньому молодіжному чемпіонаті світу, на якому зіграв у 3 матчах, забив 1 гол у ворота збірної Китаю і допоміг команді виграти турнір.

## Титули і досягнення

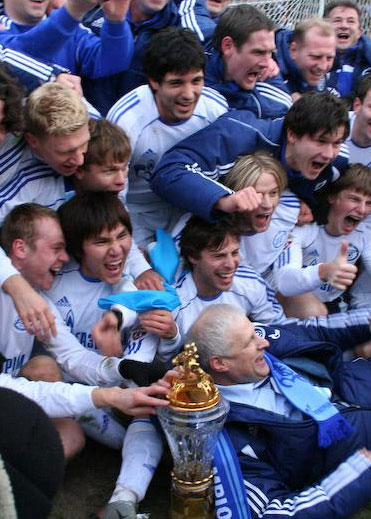
Алехандро Домінгес (в центрі) з партнерами святкує перемогу «Зеніта» в чемпіонаті Росії сезону 2007 року. 11 листопада 2007

- Чемпіон Аргентини (2):

«Рівер Плейт»: 2002 (Клаусура), 2003 (Клаусура)
- Чемпіон Росії (2):

«Зеніт»: 2007
«Рубін»: 2009
- Володар Суперкубка Росії (1):

«Зеніт»: 2008
- Чемпіон Греції (1):

«Олімпіакос»: 2013-14
- Володар Кубка УЄФА (1):

«Зеніт»: 2007-08
- Володар Суперкубка УЄФА (1):

«Зеніт»: 2008
- Молодіжний чемпіон світу (1):

Аргентина U-20: 2001

### Особисті
- Найкращий іноземний гравець російської прем'єр-ліги за оцінкою газети «Спорт-Експрес»: 2006
- В списках 33 найкращих футболістів чемпіонату Росії (2) : № 1 (2009), №2 (2006)
- Найкращий футболіст Росії за версією «Спорт-Експрес»: 2009[25]
- Найкращий футболіст Росії за версією тижневика«Футбол»: 2009[26]
- Найкращий футболіст Росії за версією РФС: 2009[12]
- Найкращий футболіст Росії за версією тренерів клубів РФПЛ: 2009[13]